# Južnomindanaoski jezici
Južnomindanaoski jezici (danas nazivana Bilic) jedna od glavnih skupina malajsko-polinezijskih jezika kojim se služi nekoliko plemena na Filipinima. Sastoji se (po ranijoj klasifikaciji) od tri glavne podskupine, to su, viz.:
a) Bagobo (1), Filipini: giangan (bagobo).
b) Bilic (3), Filipini: 
b1. blaan, (2): koronadal, sarangani;
b2. tboli (1): tboli;
c) Tiruray (1), Filipini: tiruray.
Suvremenija podjela je na podskupine blaan s (2) jezika; Tboli s jezikom tboli [tbl]; i jezika giangan [bgi] i tiruray [tiy].

## Vanjske poveznice
- Ethnologue (14th)